# Iron Fist (série de televisão)
Iron Fist (Br/Prt: Punho de Ferro) é uma série de televisão estadunidense criada por Scott Buck para a Netflix, baseada no personagem Punho de Ferro, da Marvel Comics. É situada no Universo Cinematográfico Marvel, compartilhando continuidade com os filmes da franquia, e é a quarta de quatro séries que levaram à minissérie crossover The Defenders. A série é produzida pela Marvel Television em associação com a ABC Studios, com a Devilina Productions e Buck trabalhando na primeira temporada. Raven Metzner assumiu como showrunner na segunda temporada.
Finn Jones estrela como Danny Rand, um especialista em artes marciais com a habilidade de invocar um poder místico conhecido como "Punho de Ferro". Jessica Henwick, Tom Pelphrey, Jessica Stroup e Sacha Dhawan também estrelam, com Ramón Rodríguez, Rosario Dawson e David Wenham se juntando a eles na primeira temporada, e Simone Missick e Alice Eve se juntando ao elenco na segunda temporada. Depois que um filme baseado no personagem passou mais de uma década em desenvolvimento na Marvel Studios, o desenvolvimento da série começou no final de 2013 na Marvel Television, com Buck contratado como showrunner da série em dezembro de 2015 e Jones como Rand em fevereiro de 2016. Metzner foi revelado como novo showrunner da série em julho de 2017. As filmagens da série acontecem em Nova York.
Todos os 13 episódios da primeira temporada estrearam em 17 de março de 2017. Eles receberam críticas negativas dos críticos. Apesar da recepção crítica, a série teve uma alta audiência. Uma segunda temporada, composta por 10 episódios, foi encomendada em julho de 2017 e foi lançada em 7 de setembro de 2018, tendo uma recepção mais mista.
Em 12 de outubro de 2018, foi confirmada que a série não voltaria para sua 3ª temporada, sendo assim cancelada.

## Premissa
Depois de ser dado como morto por 15 anos, Danny Rand retorna a Nova York para recuperar a empresa de sua familia de Harold Meachum e seus filhos Ward Meachum e Joy Meachum. Quando uma ameaça surge, Rand deve escolher entre o legado de sua família e seus deveres como o Punho de Ferro. Após os eventos de The Defenders, Rand se prepara para proteger Nova York na ausência de Matt Murdock, até que um novo inimigo ameaça a identidade de Rand e aqueles com quem ele se importa.

## Elenco e personagens
- Finn Jones como Danny Rand / Punho de Ferro:

Um monge budista bilionário e um artista marcial proficiente em kung-fu, com a capacidade de invocar o poder místico do Punho de Ferro. Jones descreveu o personagem como "alguém lutando para encontrar sua identidade", e se identificou com a solidão do personagem por ser um órfão como Rand. Ele observou que "Danny fica realmente estressado e realmente irritado às vezes, e eu entendo ... [seu] otimismo e de onde isso vem." Em preparação para o papel, Jones estudou kung fu, wushu e tai chi, juntamente com musculação, filosofia budista e meditação. Toby Nichols interpreta um jovem Danny Rand.
- Jessica Henwick como Colleen Wing:

Uma artista marcial aliada de Rand que dirige seu próprio dojo de artes marciais chamado Chikara Dojo em Nova York. Henwick sentiu que a palavra mais definidora para Wing era "sozinha", dizendo: "Ela não quer ser o interesse amoroso de ninguém e se abrir dessa maneira."  Henwick também tentou "extrair aquele tipo de humor muito seco que [Wing] tem" da versão dos quadrinhos em sua interpretação.
- Tom Pelphrey como Ward Meachum:

O filho de Harold e conhecido de infância de Rand, cujo trabalho levantando o império da Rand Enterprises com sua irmã Joy, é ameaçado de ser desfeito com o retorno de Rand. Ward é um personagem dos quadrinhos, embora Pelphrey notou que "não estamos necessariamente obrigados a representá-lo [na série] exatamente como ele aparece nas histórias em quadrinhos."  Stroup disse que Ward experimentaria alguma "angústia masculina" com o retorno de Rand, porque "Ward teria sido aquele que pegava no pé de Rand quando ele era pequeno, então por mais puro e inocente que seja o Punho de Ferro, ele entra e ele causa alguns problemas" lá. Ilan Eskenazi interpreta um adolescente Ward Meachum.
- Jessica Stroup como Joy Meachum:

A filha de Harold e conhecida de infância de Rand, cujo trabalho levantando o império da Rand Enterprises com seu irmão Ward está ameaçado de ser desfeito com o retorno de Rand. Stroup disse que Joy "ama absolutamente" Rand, e seu retorno a Nova York é "como esse renascimento do que ela foi uma vez, e ela começa a fazer essas perguntas sobre si mesma porque porque ele está lá por ela." Stroup disse que Joy inicialmente não saberia se Rand é realmente quem diz ser. Aimee Laurence interpreta uma jovem Joy Meachum.
- Ramón Rodríguez como Bakuto: Um líder de uma facção do Tentáculo e sensei de Colleen Wing.[20]
- Sacha Dhawan como Davos:

Um talentoso artista marcial que é o filho de Lei Kung e o ex-melhor amigo de Rand em K'un-Lun, que ficou com inveja quando Rand se tornou o Punho de Ferro. Embora Davos tenha aparecido pela primeira vez no nono episódio da primeira temporada, Dhawan notou que a maior parte do arco de Davos seria explorado na segunda temporada.
- Rosario Dawson como Claire Temple: Uma enfermeira de Hell's Kitchen que se junta ao dojo de Wing. Dawson reprisa seu papel de séries anteriores da Marvel/Netflix.[22]
- David Wenham como Harold Meachum:

Um implacável líder corporativo e co-fundador da Rand Enterprises, que uma vez foi parceiro dos pais de Rand. Sobre o relacionamento de Harold com seus filhos, Joy e Ward, Wenham disse que a dinâmica entre os três "é complexa, para dizer o mínimo. É multifacetada, é multidimensional, é surpreendente e está sempre mudando, dependendo das circunstâncias."
- Simone Missick como Misty Knight: Uma detetive da polícia do Harlem com um forte senso de justiça e uma aliada de Rand e Wing.[24]
- Alice Eve como Typhoid Mary" Walker: uma mulher misteriosa com habilidades ocultas.[25][26]

## Episódios
| Temporada | Temporada | Episódios | Episódios | Originalmente lançado |
| --------- | --------- | --------- | --------- | --------------------- |
|           | 1         | 13        | 13        | 17 de março de 2017   |
|           | 2         | 10        | 10        | 7 de setembro de 2018 |

### 1.ª temporada (2017)
| N.º na série | N.º na temp. | Título                                                              | Dirigido por     | Escrito por                                        | Lançamento          |
| ------------ | ------------ | ------------------------------------------------------------------- | ---------------- | -------------------------------------------------- | ------------------- |
| 1            | 1            | "Snow Gives Way" "A Neve Abre Caminho"                              | John Dahl        | Scott Buck                                         | 17 de março de 2017 |
| 2            | 2            | "Shadow Hawk Takes Flight" "Das Sombras, Falcão Alça Voo"           | John Dahl        | Scott Buck                                         | 17 de março de 2017 |
| 3            | 3            | "Rolling Thunder Cannon Punch" "Soco de Trovão, Estrondo de Canhão" | Tom Shankland    | Quinton Peeples                                    | 17 de março de 2017 |
| 4            | 4            | "Eight Diagram Dragon Palm" "Palma dos Oito Trigramas"              | Miguel Sapochnik | Scott Reynolds                                     | 17 de março de 2017 |
| 5            | 5            | "Under Leaf Pluck Lotus" "Sob As Folhas, Colher Lótus"              | Uta Briesewitz   | Cristine Chambers                                  | 17 de março de 2017 |
| 6            | 6            | "Immortal Emerges from Cave" "Imortal Emerge da Caverna"            | RZA              | Dwain Worrell                                      | 17 de março de 2017 |
| 7            | 7            | "Felling Tree with Roots" "Derrubar Árvore e Suas Raízes"           | Farren Blackburn | Ian Stokes                                         | 17 de março de 2017 |
| 8            | 8            | "The Blessing of Many Fractures" "A Benção de Muitas Fraturas"      | Kevin Tancharoen | Tamara Becher-Wilkinson                            | 17 de março de 2017 |
| 9            | 9            | "The Mistress of All Agonies" "A Senhora de Todas As Agonias"       | Jet Wilkinson    | Pat Charles                                        | 17 de março de 2017 |
| 10           | 10           | "Black Tiger Steals Heart" "Tigre Negro Rouba Coração"              | Peter Hoar       | Quinton Peeples                                    | 17 de março de 2017 |
| 11           | 11           | "Lead Horse Back to Stable" "Devolver o Cavalo ao Estábulo"         | Deborah Chow     | Ian Stokes                                         | 17 de março de 2017 |
| 12           | 12           | "Bar the Big Boss" "A Cabeça da Serpente"                           | Andy Goddard     | Scott Reynolds                                     | 17 de março de 2017 |
| 13           | 13           | "Dragon Plays with Fire" "Dragão Brinca com Fogo"                   | Stephen Surjik   | Scott Buck & Tamara Becher-Wilkinson & Pat Charles | 17 de março de 2017 |

### 2.ª temporada (2018)
| N.º na série | N.º na temp. | Título                                                            | Dirigido por       | Escrito por         | Lançamento            |
| ------------ | ------------ | ----------------------------------------------------------------- | ------------------ | ------------------- | --------------------- |
| 14           | 1            | ""The Fury of Iron Fist" "A Fúria do Punho de Ferro"              | David Dobkin       | M. Raven Metzner    | 7 de setembro de 2018 |
| 15           | 2            | "The City's Not for Burning" "Ninguém Vai Botar Fogo Aqui"        | Rachel Talalay     | Jon Worley          | 7 de setembro de 2018 |
| 16           | 3            | "This Deadly Secret" "Segredo Mortal"                             | Toa Fraser         | Tatiana Suarez-Pico | 7 de setembro de 2018 |
| 17           | 4            | "Target: Iron Fist" "Alvo: Punho de Ferro"                        | MJ Bassett         | Jenny Lynn          | 7 de setembro de 2018 |
| 18           | 5            | "Heart of the Dragon" "Coração do Dragão"                         | Mairzee Almas      | Declan de Barra     | 7 de setembro de 2018 |
| 19           | 6            | "The Dragon Dies at Dawn" "Morte Certa Para o Dragão"             | Philip John        | Matthew White       | 7 de setembro de 2018 |
| 20           | 7            | "Morning of the Mindstorm" "Por Um Triz"                          | Stephen Surjik     | Rebecca Dameron     | 7 de setembro de 2018 |
| 21           | 8            | "Citadel on the Edge of Vengeance" "Cidadela à Beira da Vingança" | Julian Holmes      | Melissa Glenn       | 7 de setembro de 2018 |
| 22           | 9            | "War Without End" "Guerra Sem Fim"                                | Sanford Bookstaver | Daniel Shattuck     | 7 de setembro de 2018 |
| 23           | 10           | "A Duel of Iron" "Um Duelo de Ferro"                              | Jonas Pate         | M. Raven Metzner    | 7 de setembro de 2018 |

## Produção

### Desenvolvimento
Um filme do Iron Fist estava em desenvolvimento na Marvel Studios desde 2000, originalmente para ser co-financiado pela Artisan Entertainment. Ray Park foi contratado para estrelar, mas o projeto passou por vários diretores e, finalmente, não chegou a fruição. O desenvolvimento continuou depois que a Marvel Studios começou a autofinanciar seus filmes no meio da década, com Marvel empregando um grupo de roteiristas para desenvolver algumas de suas propriedades "menos conhecidas", incluindo o Punho de Ferro. Em 2010, Rich Wilkes foi contratado para escrever um novo rascunho para o filme, e em maio de 2013, Iron Fist foi dito ser um dos "projetos no horizonte" para a Marvel.
Em outubro de 2013, Deadline informou que a Marvel estava preparando quatro séries dramáticas e uma minissérie, num total de 60 episódios, para oferecer a serviços sob demanda e canais por assinatura, com Netflix, Amazon e WGN America expressando interesse. Algumas semanas depois, Marvel e Disney anunciou que iria fornecer Netflix com séries em live-action centrada em torno de Punho de Ferro, Demolidor, Jessica Jones e Luke Cage, que levam a uma mini-série baseada nos Defensores. Este formato foi escolhido devido ao sucesso de Os Vingadores, para o qual os personagens Homem de Ferro, Hulk, Thor e  Capitão América foram todos introduzidos separadamente antes de serem unidos no filme. Em janeiro de 2015, o título oficial foi revelado a ser Marvel's Iron Fist.

### Música
No final de outubro de 2016, Trevor Morris revelou-se a compor a música para a série. "Award Tour" de A Tribe Called Quest é ouvido na série.